# Gabrno
Gabrno este o localitate din comuna Laško, Slovenia, cu o populație de 53 de locuitori.